# Taxithelium homalophyllum
Taxithelium homalophyllum är en bladmossart som beskrevs av Brotherus 1908. Taxithelium homalophyllum ingår i släktet Taxithelium och familjen Sematophyllaceae. Inga underarter finns listade i Catalogue of Life.